# Massive
Massive ist ein Computerprogramm zur Gruppensimulation, das von Stephen Regelous im Auftrag von Weta Digital für Peter Jacksons Herr der Ringe Trilogie entwickelt wurde. Das Programm dient vor allem zur Berechnung und Darstellung von computergenerierten Armeen und Schlachten.
Der englische Name des Programms würde wörtlich übersetzt so viel wie gewaltig oder kolossal bedeuten, steht allerdings für das Akronym Multiple Agent Simulation System in Virtual Environment.

## Funktionsweise
Einzelne Teile der darzustellenden Figuren werden mit einer 3D-Grafiksoftware erstellt und in eine umfangreiche Figurenbibliothek eingegeben. Aus dieser Bibliothek wählt Massive für jede Einheit eine zufällige Zusammenstellung in Bezug auf das Aussehen (also verschiedene Köpfe, Körper, Bekleidungen und Waffen) sowie die Charakterwerte. Ähnlich einem Rollenspiel erhält jede Figur Punkte auf Eigenschaftswerte wie zum Beispiel Mut, Kampfeslust, Stärke, Gesundheit usw. Diese Werte beeinflussen dann das von Künstlicher Intelligenz gesteuerte Verhalten des jeweiligen Charakters. Dieser kann dann beispielsweise direkt in das Kampfgeschehen eingreifen, vor einer gegnerischen Übermacht fliehen oder sich mit anderen organisieren.

### Probleme
Die KI war anfangs noch unausgereift, so dass bei der Erstellung der ersten Herr-der-Ringe-Kampfszenen zu viele virtuelle Statisten vor der Schlacht davon liefen, da sie in die falsche Richtung unterwegs waren und den Befehl hatten, weiter geradeaus zu laufen, bis sie auf einen Gegner stießen.
In späteren Versionen „lernten“ die Statisten, sich nach einiger Zeit umzusehen und auch entferntere Gegner anzugreifen.

### Wirkung
Die besondere Skalierbarkeit des Programms erlaubt die Darstellung von großen Truppenansammlungen und Massenschlachten, die vorher nur mit sehr vielen Statisten und damit verbundenem hohem finanziellem Aufwand möglich waren. Im Gegensatz zu früheren computergestützten Verfahren, bei denen eine Gruppe von Statisten oder computergenerierter Figuren geklont und mehrmals ins Bild gesetzt wurde (zum Beispiel die Szene in Forrest Gump am Washington Memorial), werden bei Massive alle Figuren einzeln animiert und bewegen sich mittels Methoden der KI durch die Szene.

## Filme
Hier ein Auszug der Filme, in denen die Massive-Software verwendet wurde:
- 2001: Der Herr der Ringe: Die Gefährten (450 CGI-Shots)
- 2002: Der Herr der Ringe: Die zwei Türme (760 CGI-Shots)
- 2003: Der Herr der Ringe: Die Rückkehr des Königs (1.496 CGI-Shots)
- 2004: I, Robot
- 2005: Elektra
- 2005: Königreich der Himmel
- 2005: Die Chroniken von Narnia: Der König von Narnia
- 2005: King Kong
- 2006: Flags of our Fathers
- 2007: 300
- 2007: Stirb langsam 4.0
- 2008: The Dark Knight
- 2008: WALL·E – Der Letzte räumt die Erde auf
- 2009: 2012
- 2009: Avatar
- 2010: Alice im Wunderland
- 2012: Life of Pi: Schiffbruch mit Tiger (Sequenzen: fliegende Fische; Erdmännchen)
- 2012: Der Hobbit: Eine unerwartete Reise
- 2013: Der Hobbit: Smaugs Einöde
- 2014: Der Hobbit: Die Schlacht der Fünf Heere
- 2018: Avengers: Infinity War
- 2019: Avengers: Endgame